# 5e étape du Tour d'Espagne 2016
La 5e étape du Tour d'Espagne 2016 s'est déroulée le mercredi 24 août 2016, entre Viveiro et Lugo.

## Résultats

### Classement de l'étape
| \| Classement de l'étape \| Classement de l'étape \| Classement de l'étape \| Classement de l'étape \| Classement de l'étape \| \| Coureur \| Coureur \| Pays \| Équipe \| Temps \| \| --------------------- \| --------------------- \| --------------------- \| --------------------- \| --------------------- \| \| 1er \| Gianni Meersman \| Belgique \| Etixx-Quick Step \| 4 h 16 min 42 s \| \| 2e \| Fabio Felline \| Italie \| Trek-Segafredo \| + 0 s \| \| 3e \| Kévin Réza \| France \| FDJ \| + 0 s \| |                 |          |                  |                 |
| |                 |          |                  |                 |
| Source : ProCyclingStats |                 |          |                  |                 |
| Classement de l'étape |                 |          |                  |                 |
| Coureur | Coureur         | Pays     | Équipe           | Temps           |
| 1er | Gianni Meersman | Belgique | Etixx-Quick Step | 4 h 16 min 42 s |
| 2e | Fabio Felline   | Italie   | Trek-Segafredo   | + 0 s           |
| 3e | Kévin Réza      | France   | FDJ              | + 0 s           |

### Classement général
| \| Classement général \| Classement général \| Classement général \| Classement général \| Classement général \| \| Coureur \| Coureur \| Pays \| Équipe \| Temps \| \| ------------------ \| ------------------ \| ------------------ \| ------------------ \| ------------------ \| \| 1er \| Darwin Atapuma \| Colombie \| BMC Racing Team \| 17 h 40 min 20 s \| \| 2e \| Alejandro Valverde \| Espagne \| Movistar Team \| + 28 s \| \| 3e \| Christopher Froome \| Royaume-Uni \| Team Sky \| + 32 s \| |                    |             |                 |                  |
| |                    |             |                 |                  |
| Source : ProCyclingStats |                    |             |                 |                  |
| Classement général |                    |             |                 |                  |
| Coureur | Coureur            | Pays        | Équipe          | Temps            |
| 1er | Darwin Atapuma     | Colombie    | BMC Racing Team | 17 h 40 min 20 s |
| 2e | Alejandro Valverde | Espagne     | Movistar Team   | + 28 s           |
| 3e | Christopher Froome | Royaume-Uni | Team Sky        | + 32 s           |